# Mohammed Abukhousa
Mohammed Abukhousa (30 december 1992) is een Palestijns atleet, die gespecialiseerd is in de sprint. Hij nam eenmaal deel aan de Olympische Zomerspelen.

## Biografie
In 2016 nam Abukhousa deel aan de 100 meter op de Olympische Spelen in Rio de Janeiro. Hij werd derde tijdens de eerste voorronde, maar was daarna kansloos 9e en laatste in de achtste reeks, waarmee hij zich niet kon plaatsen voor de halve finale.

## Persoonlijke records
Outdoor
| Onderdeel | Prestatie | Wind     | Datum        | Plaats      |
| --------- | --------- | -------- | ------------ | ----------- |
| 100 m     | 10,55 s   | -0,3 m/s | 6 juli 2014  | Straatsburg |
| 200 m     | 21,26 s   | -0,3 m/s | 13 juni 2014 | Colmar      |

Indoor
| Onderdeel | Prestatie | Datum            | Plaats |
| --------- | --------- | ---------------- | ------ |
| 60 m      | 6,77 s    | 19 februari 2016 | Doha   |

## Palmares

### 60 m
- 2016: 7e Aziatische indoorkampioenschappen - 6,89 s

### 100 m
- 2013: 5e in voorrondes WK - 10,87 s
- 2016: 9e in reeksen OS - 11,89 s

### 200 m
- 2015: 8e in reeksen WK - 21,36 s